# Рудольф Край
Рудольф Край (чеськ. Rudolf Kraj; нар. 5 грудня 1977, Мельник, Середньочеський край) — чеський боксер, призер Олімпійських ігор та чемпіонату світу серед аматорів.

## Аматорська кар'єра
Олімпійські ігри 2000
- 1/8 фіналу. Переміг Оланда Андерсона (США) — 13-12
- 1/4 фіналу. Переміг Егбефумере Альберта (Нігерія) — 8-7
- 1/2 фіналу. Переміг Андрія Федчука (Україна) — 11-7
- Фінал. Програв Олександру Лебзяку (Росія) — 6-20

2003 року виграв бронзову медаль на чемпіонаті світу, в півфіналі програв Євгену Макаренко.
На чемпіонаті Європи 2004 Край програв в першому ж бою, не потрапив на Олімпіаду 2004.

## Професіональна кар'єра
26 березня 2005 року дебютував на професійному рингу.
10 жовтня 2006 року виграв вакантний титул інтернаціонального чемпіона за версією WBC у першій важкій вазі.
24 жовтня 2008 року відбувся бій Рудольф Край — Джакоббе Фрагомені за вакантний титул чемпіона світу за версією WBC. Край зазнав дострокової поразки від італійця технічним рішенням в 8 раунді і завершив кар'єру.